# Om Shanti Om
Om Shanti Om (hindi: ऊँ शान्ति ऊँ; urdú: اوم شانتی اوم) és una pel·lícula índia de l'any 2007 dirigida i coreografiada per Farah Khan. Protagonitzada per Shahrukh Khan, hi apareixen tot d'estrelles del Bollywood d'avui i de sempre, incloent escenes sobreimpressionades de pel·lícules índies clàssiques (a la Forrest Gump) i un número musical on surten una trentena d'estrelles ballant en la mateixa cançó.
Inusualment, la pel·lícula es va poder veure en sala gran a Barcelona el 2008, només un any després de l'estrena, durant el festival BAFF de cinema asiàtic, on se la va presentar com un exemple de "la màgia i el color del Bollywood més autèntic" i "un homenatge a l'exultant època daurada del cinema de Bollywood durant els vibrants anys 70".

## Argument
Als anys 70, Om, un jove aspirant a actor mor en circumstàncies misterioses. Al nostre temps (2007), un actor de gran èxit és pertorbat pel que semblen ser records provinents d'una vida anterior i intentarà descobrir què va passar. Tot fent les seves investigacions, coneixerà la història de Shanti, una estrella de cinema igualment desapareguda, que va ser el gran amor d'Om. Intrigat, decideix participar en una gran producció cinematogràfica de Mukesh, el qual va tenir un paper important en les vides de Shanti i Om.

## Repartiment
Els protagonistes són l'actor Shahrukh Khan i la model Deepika Padukone en els papers d'heroi (Om Prakash / Om Kapoor) i heroïna (Shantipriya / Sandy) respectivament. Els secundaris més destacats són Shreyas Talpade (Pappu, amic d'Om), Arjun Rampal (Mukesh / Mike) i Kirron Kher (mare d'Om).

## Música
La banda sonora i les cançons estan compostes pel duo musical Vishal-Shekhar i lletra és de Javed Akhtar. El disc va estar produït per Shahrukh Khan i Gauri Khan.
| Pista # | Cançó                             | Cantants | Durada |
| 1       | Ajab Si                           | KK | 4:03   |
| 2       | Dard-e-Disco                      | Sukhwinder Singh, Caralisa, Nisha, Marianne                                                                               | 4:31   |
| 3       | Deewangi Deewangi                 | Shaan, Udit Narayan, Shreya Ghoshal, Sunidhi Chauhan, Rahul Saxena                                                        | 5:54   |
| 4       | Main Agar Kahoon                  | Sonu Nigam, Shreya Ghoshal                                                                                                | 5:10   |
| 5       | Jag Soona Soona Laage             | Richa Sharma, Rahat Fateh Ali Khan                                                                                        | 5:31   |
| 6       | Dhoom Taana                       | Abhijeet, Shreya Ghoshal                                                                                                  | 6:15   |
| 7       | Dastaan-e-Om Shanti Om            | Shaan | 7:08   |
| 8       | Dard-e-Disco (Remix)              | Sukhwinder Singh, Caralisa, Nisha, Marianne                                                                               | 4:38   |
| 9       | Deewangi Deewangi (Rainbow Mix)   | Shaan, Udit Narayan, Shreya Ghoshal, Sunidhi Chauhan, Rahul Saxena                                                        | 4:48   |
| 10      | Om Shanti Om (Medley Mix)         | Sukhwinder Singh, Caralisa, Nisha, Marianne, Shaan, Udit Narayan, Shreya Ghoshal, Sunidhi Chauhan, Rahul Saxena, Abhijeet | 6:06   |
| 11      | Dastaan-e-Om Shanti Om (Dark Mix) | Shaan | 6:21   |
| 12      | Om Shanti Om                      | Instrumental | 0:58   |